# 도시권

일본의 도쿄 대도시권

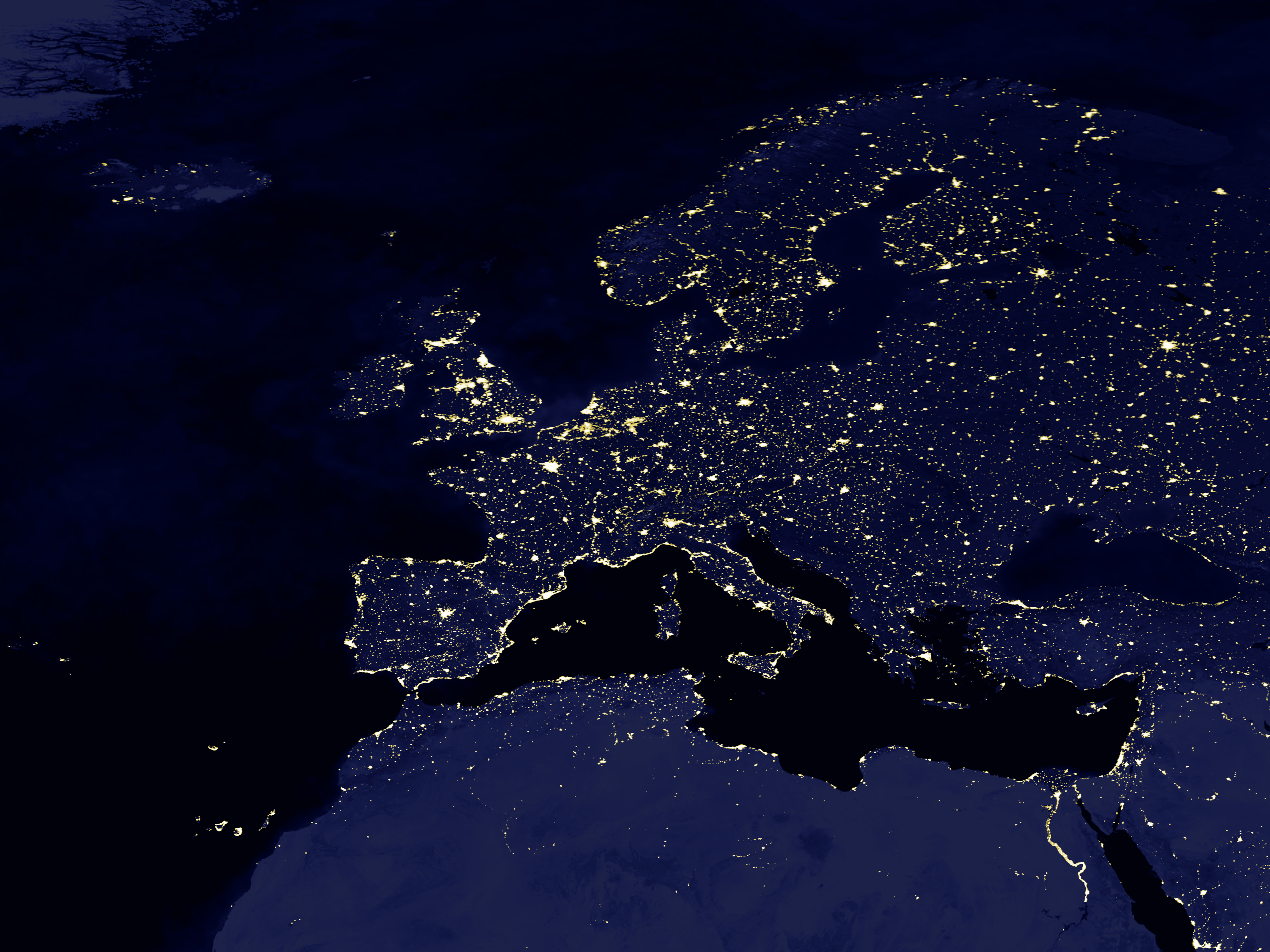
인공 위성으로 찍은 유럽의 야경 사진. 빛의 크기와 밝기를 통해 유럽의 주요 대도시권을 가늠해 볼 수 있다.

도시권(都市圈)은 대도시를 중심으로 주변의 군소 도시들과 함께 마치 하나의 도시와 같은 성격을 나타내는 인구 과밀 지역을 가리키는 말이다. 메트로폴리탄(metropolitan)이라고도 한다.
대도시권의 가장 큰 원동력은 하나의 거대 경제 생활권에 있다. 대도시에 공통된 경제 중심지가 형성되고, 주변의 소도시들은 위성 도시로서의 역할을 하며, 교통이 하나로 잘 연결되어 도시권 내에서 경제 활동을 하는 사람들의 이동이 활발하다.
세계에서 가장 큰 대도시권은 일본의 도쿄 대도시권(약 3,814만 명)이다. 두 번째는 중국의 상하이 대도시권(약 3,400만 명)이고, 세 번째는 인도네시아의 자카르타 대도시권(약 3,150만 명), 네 번째는 인도의 델리 대도시권(약 2,720만 명)이다. 대한민국의 서울 대도시권(약 2,560만)은 중국의 베이징 대도시권, 광저우 대도시권과 함께 세계 5위권이며, 그 다음은 필리핀의 마닐라, 미국의 뉴욕, 인도의 뭄바이 대도시권이다.

## 거대도시
거대도시(巨大都市, Metropolis, 메트로폴리스)는 대도시권과 비슷한 개념이긴 하나 대도시권이 두 개 단위 이상의 개별 도시가 연결되어 형성한 권역이라 한다면 거대도시는 거대한 권역을 차지하는 하나 단위의 도시를 말한다. 한편 거대도시는 영어로 메트로폴리스 외에 메가시티(Megacity)로도 불린다.

## 초거대도시
초거대도시(超巨大都市, Megalopolis, 메갈로폴리스)는 둘 이상의 대도시권이 서로 인접하여 생성한 더 큰 범위의 도시, 또는 도시권을 말한다. 한편 초거대도시는 영어로 "메갈로폴리스" 외에 "메트로플렉스"(Metroplex, Metropolitan Complex의 줄임말)로도 불린다.

## 아시아의 주요 대도시권

### 대한민국
- 서울특별시를 중심으로 하여 인근의 인천광역시, 경기도와 이에 연접한 충청남도 천안시-아산시, 강원특별자치도 춘천시, 원주시를 잇는 수도권
- 부산광역시를 중심으로 하여 인근의 경상남도 김해시, 양산시와 이에 연접한 창원시, 울산광역시를 잇는 부울경 광역도시권
- 대구광역시를 중심으로 하여 인근의 경상북도 칠곡군, 경산시와 이에 연접한 구미시-김천시, 영천시-경주시-포항시를 잇는 대구경북 광역도시권
- 대전광역시를 중심으로 하여 인근의 충청남도 계룡시, 공주시, 세종특별자치시와 이에 연접한 충청북도 청주시를 잇는 대전세종청주 광역도시권

( 부산, 대구, 대전지역은 이름만 광역..)

### 중화인민공화국
- 상하이(上海)
- 베이징(北京) - 톈진시(天津)
- 선전(深圳) - 광저우(广州)

### 중화민국(대만)
- 지룽시(基隆) - 타이베이(臺北) - 신베이시(新北市) - 타이중시(臺中市) - 가오슝시(高雄市) - 타이난(臺南)

### 인도
- 델리(दिल्ली) - 뉴 델리(नई िदल्ली)
- 뭄바이(मुंबई) - 뉴 뭄바이(नवी मुंबई) - 탄(ठाणे)

### 필리핀
- 메트로 마닐라(Metro Manila)
- 메트로 세부(Metro Cebu)

### 인도네시아
- 자카르타(Jakarta)를 중심으로 한 수도권

### 말레이시아
- 쿠알라룸푸르(Kuala Lumpur) - 푸트라자야(Putrajaya)

### 태국
- 방콕(บางกอก)을 중심으로 한 수도권
- 파타야(พัทยา) - 촌부리(ชลบุรี) - 촌부리 주
- 치앙마이 주(จังหวัดเชียงใหม่)

### 베트남
- 하노이(Hà Nội)를 중심으로 한 수도권
- 호찌민 시(Thành phố Hồ Chí Minh)를 중심으로 한 대도시권

### 튀르키예
- 이스탄불(İstanbul)을 중심으로 한 대도시권
- 이즈미르(İzmir)를 중심으로 한 대도시권
- 앙카라(Ankara)를 중심으로 한 수도권

## 유럽의 주요 대도시권

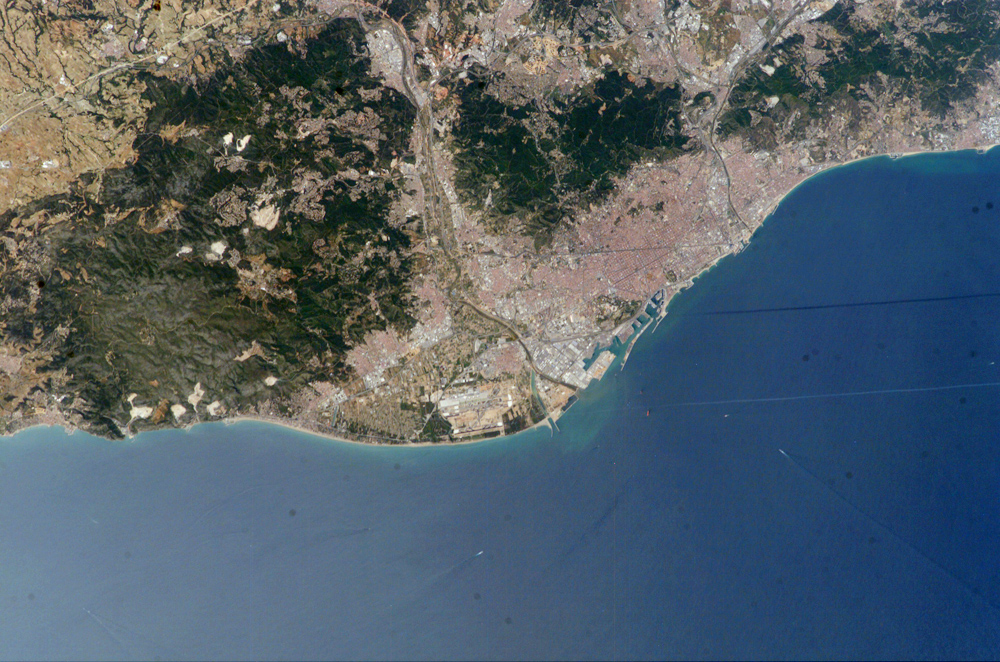
스페인의 바르셀로나 대도시권 ①

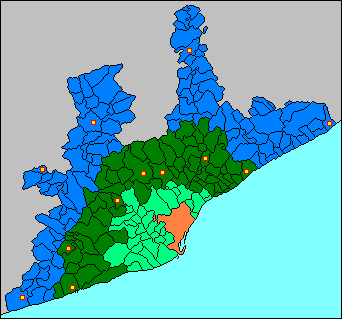
스페인의 바르셀로나 대도시권 ②

### 영국
- 그레이터 런던(Greater London)을 중심으로 한 수도권
- 버밍엄(Birmingham) - 울버햄튼(Wolverhampton)
- 그레이터 맨체스터(Greater Manchester)를 중심으로 한 대도시권
- 브래드퍼드(Bradford) - 리즈(Leeds) - 허더스필드(Huddersfield) - 웨이크필드(Wakefield)
- 리버풀(Liverpool) - 워링턴(Warrington)

### 프랑스
- 파리(Paris)를 중심으로 한 수도권
- 리옹(Lyon)을 중심으로 한 대도시권
- 마르세유(Marseille)를 중심으로 한 대도시권

### 독일
- 뒤셀도르프 (Düsseldorf) - 뒤스부르크(Duisburg) - 도르트문트(Dortmund) - 에센(Essen) - 보훔(Bochum)
- 베를린(Berlin) - 포츠담(Potsdam)
- 프랑크푸르트 암 마인(Frankfurt am Main) - 비스바덴(Wiesbaden) - 마인츠(Mainz) - 다름슈타트(Darmstadt)
- 슈투트가르트(Stuttgart) - 하일브론(Heilbronn) - 로이틀링겐(Reutlingen)
- 뮌헨(München) - 아우크스부르크(Augsburg) - 프라이징(Freising)
- 함부르크(Hamburg) - 니더작센(Niedersachsen) - 슐레스비히-홀슈타인(Schleswig-Holstein)

### 러시아
- 모스크바(Москва́)를 중심으로 한 수도권
- 상트페테르부르크(Санкт-Петербург)를 중심으로 한 대도시권

### 스페인
- 마드리드(Madrid)를 중심으로 한 수도권
- 바르셀로나(Barcelona)를 중심으로 한 수도권

### 이탈리아
- 밀라노 대도시권 (Milan metropolitan area)
- 로마(Roma)를 중심으로 한 수도권
- 나폴리(Napoli)를 중심으로 한 대도시권

## 북아메리카의 주요 대도시권

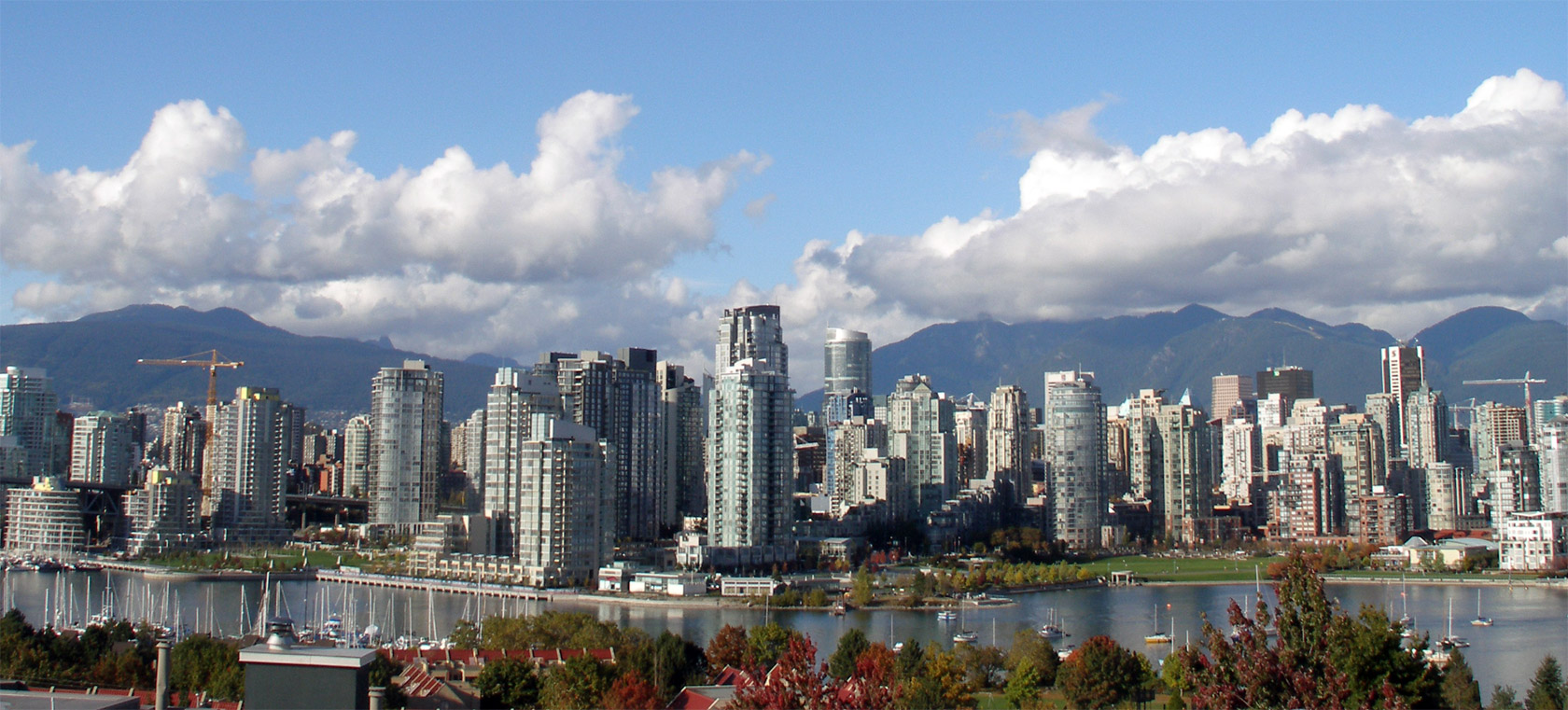
캐나다의 밴쿠버 대도시권

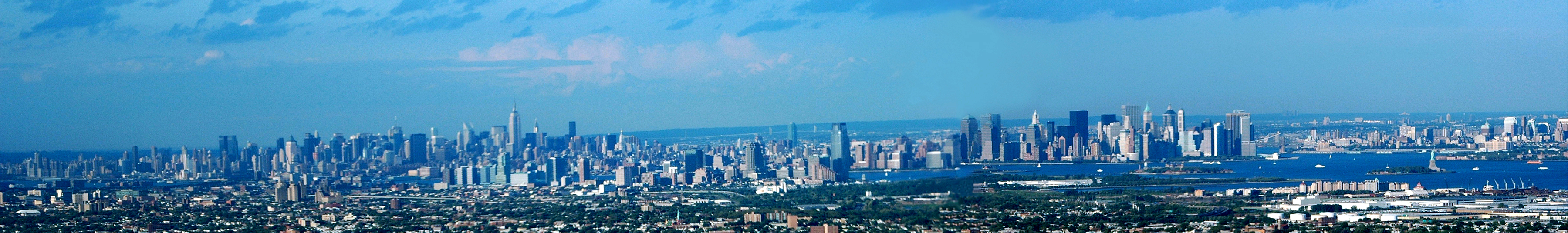
미국의 뉴욕 대도시권

### 캐나다
- 토론토(Toronto) - 미시사가(Mississauga)
- 몬트리올(Montreal) - 라발(Laval) - 롱게일(Longueuil)
- 메트로 밴쿠버(Metro Vancouver)
  - 밴쿠버(Vancouver) - 서리(Surrey) - 버너비(Burnaby)

### 미국
- 뉴욕 대도시권(미국 동부메갈로폴리스)
- LA 대도시권
- 시카고 대도시권
- 샌프란시스코 대도시권

### 멕시코
- 멕시코 시(Ciudad de México) - 멕시코주(Estado de México) - 이달고주(Estado de Hidalgo)

## 남아메리카의 주요 대도시권

### 브라질
- 상파울루(Sao Paulo) - 상파울루주
- 리우데자네이루(Rio De Janeiro) - 리우데자네이루주

### 아르헨티나
- 그란 부에노스아이레스(Gran Buenos Aires)를 중심으로 한 수도권

### 칠레
- 산티아고(Santiago)를 중심으로 한 수도권

## 오세아니아의 주요 대도시권

### 오스트레일리아
- 시드니(Sydney)를 중심으로 한 대도시권
- 멜버른(MelBourne)을 중심으로 한 대도시권
- 캔버라(Canberra)를 중심으로 한 수도권

### 뉴질랜드
- 오클랜드(Auckland) - 오클랜드 지방

## 같이 보기
- 수도권
- 광역 행정
- 광역 철도
  - 통근형 전동차
  - 수도권 전철